# Meromyza meigeni
Meromyza meigeni är en tvåvingeart som beskrevs av Nartshuk 2006. Meromyza meigeni ingår i släktet Meromyza och familjen fritflugor.
Artens utbredningsområde är Slovenien. Inga underarter finns listade i Catalogue of Life.